# Conjunto Histórico de la Villa de Piedrahíta
El conjunto histórico de la Villa de Piedrahíta es un conjunto histórico dentro del municipio español de Piedrahíta, en la provincia de Ávila, que cuenta con el estatus de Bien de Interés Cultural.

## Descripción
El origen de la villa de Piedrahíta responde al tipo de núcleo cercado, cuya muralla de carácter envolvente, ha caracterizado la forma sensible mente circular del casco antiguo, con una trama típicamente medieval, conserva interesantes ejemplos de casonas, palacios y de arquitectura popular.
El conjunto histórico fue declarado Bien de Interés Cultural el 10 de enero de 2008, mediante un acuerdo publicado en el Boletín Oficial del Estado el 1 de mayo de ese mismo año. La delimitación del Conjunto Histórico se ciñe fundamentalmente a las zonas que se encuentran dentro del antiguo recinto amurallado (según planos antiguos, el recinto estaba limitado por las siguientes puertas: Puerta Nueva de la Villa, Antigua Puerta de Ávila, Antigua Puerta de El Mirón, Puerta de la Horcajada y Puerta de El Barco), recogiendo toda la propiedad delimitada del palacio de los Duques de Alba e incorporando los restos del convento del Palacio de los Duques de Alba y del convento de los Dominicos.